# Corpus Tycho-Brahe
O  Corpus Histórico do Português Tycho Brahe, ou Corpus Tycho-Brahe é um corpus eletrônico anotado, contendo textos históricos da língua portuguesa entre os anos 1380 e 1881.